# Лысимо
Лысимо — поселок в Ленском районе Архангельской области. Входит в состав Сафроновского сельского поселения.

## География
Находится в юго-восточной части Архангельской области на расстоянии приблизительно 9 км на северо-запад по прямой от административного центра района села Яренск на левом берегу реки Яренга.

## История
Упоминался уже только в 1969 году как поселок Тохтинского сельсовета.

## Население
Численность населения: 397 человек (русские 88 %) в 2002 году, 252 в 2010.